# Kalat (Distrikt)
Der Distrikt Kalat (Urdu ضلع قلات) ist ein Verwaltungsdistrikt in Pakistan in der Provinz Belutschistan. Sitz der Distriktverwaltung ist die Stadt Kalat. 
Der Distrikt hat eine Fläche von 6621 km² und nach der Volkszählung von 2017 412.232 Einwohner. Die Bevölkerungsdichte beträgt 62 Einwohner/km².

## Geografie
Der Distrikt befindet sich an der Zentrum der Provinz Belutschistan, die sich im Westen von Pakistan befindet. Der Distrikt befindet sich im Hochland von Belutschistan.

## Klima
Kalat ist eine der kältesten Gegenden in Pakistan. Das Klima des Bezirks ist im Sommer trocken und im Winter sehr kalt. In der Stadt Kalat fällt aufgrund der höheren Lage starker Schneefall. Frühling ist die angenehmste Zeit in der Region. In der Herbstzeit bleibt es tagsüber mild und wird nachts kalt.

## Geschichte
Das Gebiet des heutigen Distrikt war das Zentrum des einstigen Fürstenstaats Kalat, der von 1666 bis 1955 existierte. Es gibt immer noch einen Khan mit Sitz in Kalat der vorwiegend zeremonielle Funktionen ausübt.
Kalat wurde am 3. Februar 1954 der Status eines Distrikts verliehen und umfasste damals gegenwärtigen Distrikte von Khuzdar, Mastung, Kachhi, Jhal Magsi und Nasirabad als Unterabteilungen, die später von Kalat getrennt und zu eigenen Distrikten wurden.

## Verwaltungsgliederung
Der Distrikt ist administrativ in drei Tehsil unterteilt:
- Kalat
- Surab
- Mangochar

## Demografie
Die Hauptstämme in Kalat sind Mirwani, Dehwar, Mengal, Pandrani, Mohammad Hassani, Shahwani, Bangulzai, Lehri und
Langau. Die Mehrheit der Bevölkerung im Distrikt spricht Brahui, gefolgt von Belutschisch. 2009 wurde die Alphabetisierungsrate der Bevölkerung über 10 Jahre auf 42 % geschätzt. 64 % der Männer und 13 % der Frauen haben eine Schule besucht.
Zwischen 1998 und 2017 wuchs die Bevölkerung um jährlich 2,93 % und damit sehr schnell. Von der Bevölkerung leben ca. 18 % in städtischen Regionen und ca. 82 % in ländlichen Regionen. In 55.497 Haushalten leben 211.695 Männer, 200.536 Frauen und 1 Transgender, woraus sich ein Geschlechterverhältnis von 105,6 Männer pro 100 Frauen ergibt und damit einen für Pakistan häufigen Männerüberschuss.
Die Alphabetisierungsrate in den Jahren 2014/15 bei der Bevölkerung ab 10 Jahren liegt bei 54 % (Frauen: 45 %, Männer: 61 %).
| Jahr | Einwohnerzahl |
| ---- | ------------- |
| 1998 | 237.834       |
| 2017 | 412.232       |

## Wirtschaft
Die Hauptwirtschaftszweige sind Landwirtschaft und Viehzucht.